# Ixodes myotomys
Ixodes myotomys är en fästingart som beskrevs av Clifford och Harry Hoogstraal 1970. Ixodes myotomys ingår i släktet Ixodes och familjen hårda fästingar. Inga underarter finns listade i Catalogue of Life.